# Morinda rugulosa
Morinda rugulosa är en måreväxtart som beskrevs av Y.Z.Ruan. Morinda rugulosa ingår i släktet Morinda och familjen måreväxter. Inga underarter finns listade i Catalogue of Life.